# Госпитальный переулок (Москва)
Госпита́льный переу́лок — улица в центре Москвы в Басманном районе между Малой Почтовой улицей и Госпитальным мостом.

## Происхождение названия
Название Госпитальных переулка и улицы XVIII века по старейшему в Москве медицинскому учреждению — «Военной гошпитали», основанной в 1707 году по указу Петра I на средства Монастырского приказа «для лечения болящих людей» (ныне здесь располагается Главный военный госпиталь им. Бурденко). Одновременно, здесь была основана и Госпитальная школа для подготовки лекарей, главным образом, военных.

## Описание
Госпитальный переулок начинается от Малой Почтовой улицы, проходит на юго-восток над тоннелем Третьего транспортного кольца, слева на него выходят Ладожская улица и справа от д. 8 Кондрашёвский тупик. За Госпитальным мостом переходит в Госпитальную улицу.

## Здания и сооружения
По нечётной стороне:
- № 3, строение 1 — средняя школа № 1247 имени Юргиса Балтрушайтиса (с  этнокультурным литовским компонентом образования);

По чётной стороне:
- № 4A — бывшая усадьба Бутурлиных, где в детстве бывал Александр Пушкин. От усадьбы остался значительно перестроенный главный дом [1] находится за домом 4/6;
- № 4—6 — общежития №№ 10 и 11, центр компьютерного обучения «Специалист» Московского государственного технического университета им. Н. Э. Баумана;
- № 8 — жилой дом;
- № 10 — факультет «Специальное машиностроение» Московского государственного технического университета им. Н. Э. Баумана.

## Транспорт
- От Госпитальной улицы до Малой Почтовой улицы по Госпитальному переулку проходит автобус № 440
- До 1986 года по Госпитальному переулку проходила трамвайная линия (маршруты № 43 и № 50). Власти Москвы неоднократно заявляли о планах восстановления трамвайного движения по маршруту от станции метро «Бауманская» до Госпитальной площади[2][3][4]
- Одно время в связи с ремонтом Малой Почтовой улицы по переулку проходил автобус № 78, который после его окончания вернулся на прежнюю трассу

## См.также
- Госпитальная улица
- Госпитальная набережная
- Улица Госпитальный Вал
- Госпитальная площадь
- Госпитальный мост